# Michael Haneke
Michael Haneke (Munique, 23 de março de 1942) é um cineasta e roteirista austríaco.
Executa trabalhos para a televisão desde 1974, estreando-se no cinema em 1989 com o filme Der Siebente Kontinent. Atingiu sucesso internacional com La pianiste (A Professora de Piano), em 2001, e Le temps du loup, em 2003.
Haneke estudou psicologia, filosofia e teatro na Universidade de Viena. Começou no teatro e TV.
Entre seus primeiros filmes incluem-se O Vídeo de Benny (Benny's Video, 1992), 71 Fragmente einer Chronologie des Zufalls (1994), Violência Gratuita (Funny Games, 1997) e  Code inconnu: Récit incomplet de divers voyages, (2000).
Seu filme A Professora de Piano (La pianiste, 2001)  (baseado no romance da autora premiada com o Nobel de Literatura Elfriede Jelinek) lhe rendeu o Grand Prix no Festival de Cannes daquele ano.
Com o longa-metragem Caché (2005), ganhou o Prêmio de Melhor Diretor do ano no Festival de Cannes. No elenco está Juliette Binoche, em história de suspense psicológico.
Refilmou seu trabalho de 1997, Violência Gratuita (2008) nos Estados Unidos, tendo no elenco Naomi Watts, Tim Roth e Michael Pitt.
- Na 62a. edição do Festival de Cannes, Michael Haneke recebeu, no dia 24 de maio de 2009, a Palma de Ouro de melhor filme com Das weiße Band (A Fita Branca) sobre o modo como a educação familiar interfere diretamente na educação social e política de um país. Rodado em alemão e em preto-e-branco, o filme se passa na Alemanha anterior à Primeira Guerra Mundial.[1]

Em 2012 recebeu novamente a Palma de Ouro, pelo filme Amour.
Ainda por Amour, Haneke recebeu o prêmio de Melhor Filme Estrangeiro no Globo de Ouro 2013 e foi indicado a cinco categorias do Oscar: Melhor Filme, Melhor Direção, Melhor Roteiro Original, Melhor Atriz (Emanuelle Riva) e Melhor Filme Estrangeiro, tendo recebido o prêmio na categoria Melhor filme estrangeiro.
Haneke já recebeu o Prémio do Cinema Europeu de melhor realizador em 2013, 2010 e 2006 e o Prémio do Cinema Europeu de melhor argumentista em 2006.
Em 2013 ele recebeu o Prêmio Príncipe das Astúrias na categoria Artes e em 2014 ganhou o Prêmio Sonning.
Michael Haneke já explicou dessa forma o seu propósito em relação ao seu trabalho com o cinema: "Meus filmes se insurgem contra o cinema fast-food norte-americano e sua descapacitação do espectador. Eles são um apelo para um cinema de perguntas insistentes em vez de respostas falsas (falsas por serem rápidas demais), um apelo por um cinema que clarifica a distância ao invés de violar a proximidade, por um cinema da provocação e do diálogo ao invés do consumo e do consenso."

## Filmografia
- O Sétimo Continente (1989)
- O Vídeo de Benny (1992)
- 71 Fragmente einer Chronologie des Zufalls (1994)
- Violência Gratuita (1997)
- Code inconnu: Récit incomplet de divers voyages (2000)
- A Professora de Piano (2001)
- O Tempo do Lobo (2003)
- Caché (2005)
- Violência Gratuita (2007)
- A Fita Branca (2009)
- Amor (2012)
- Happy End (2017)Referências

1. ↑  «Caderno2/Cinema - Filme do austríaco Haneke vence Palma de Ouro em Cannes». 24 de maio de 2009. Consultado em 25 de maio de 2009
2. ↑  «Awards 2012». Cannes. Consultado em 27 de maio de 2012
3. ↑  Haneke, Michael – "Film als Katharsis": in Austria (in)felix: zum österreichischem Film der 80er Jahre – Bono, Francesco (ed.), 1992. ISBN 3-901272-00-3